# NASCAR Winston Cup de 2000
A Temporada da NASCAR Winston Cup de 2000 foi a 52º edição da Nascar, com 34 etapas disputadas o campeão foi Bobby Labonte.

## Times e pilotos

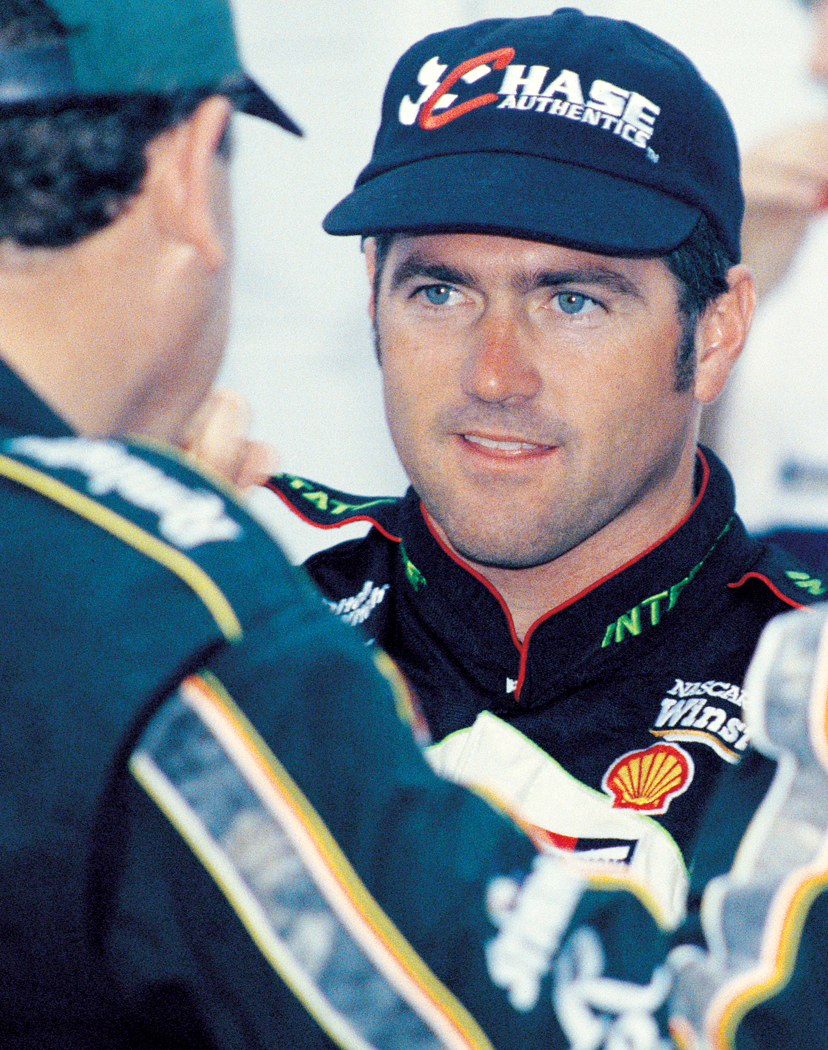
Bobby Labonte, campeão de 2000

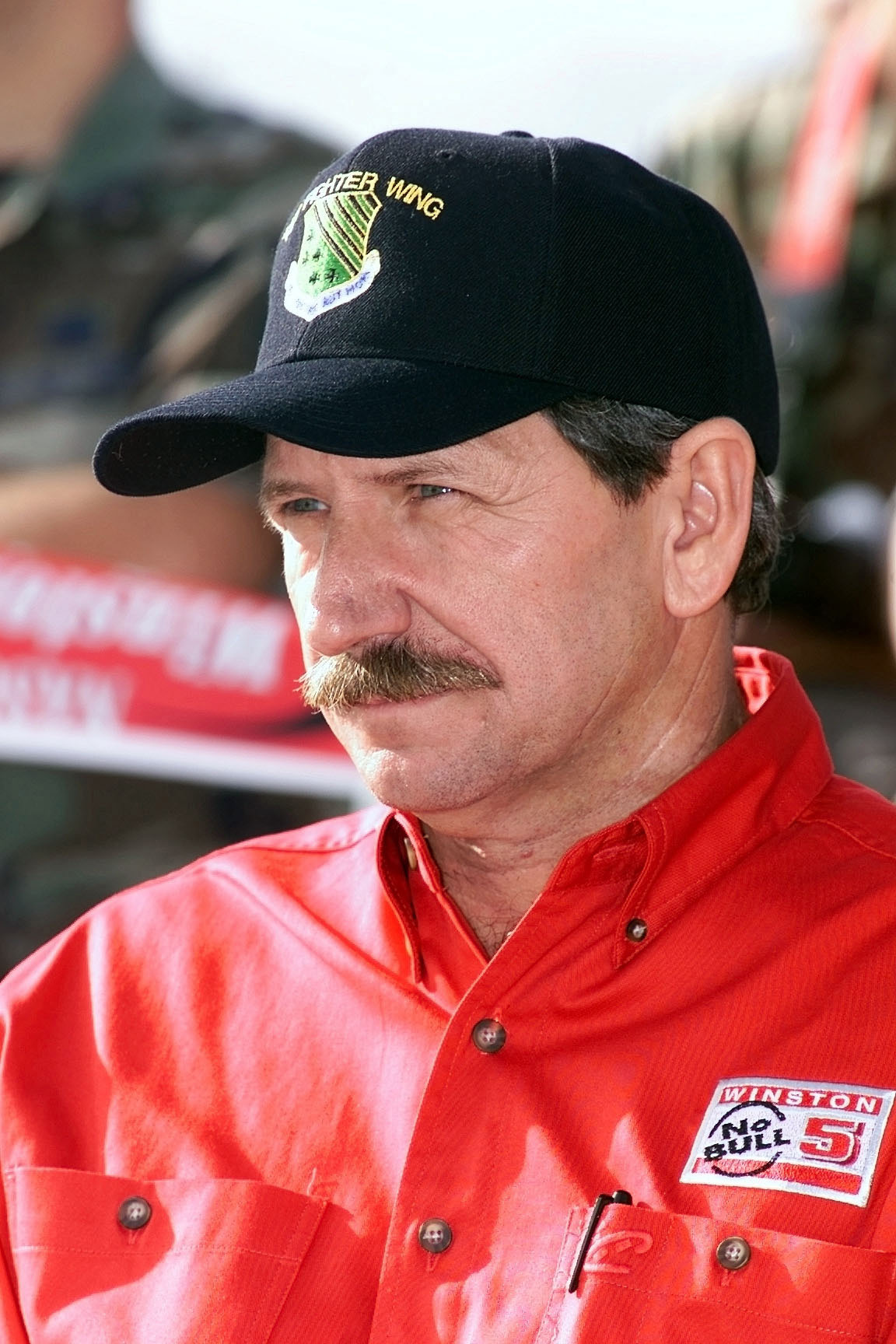
Dale Earnhardt ficou em 2º com 265 pontos.

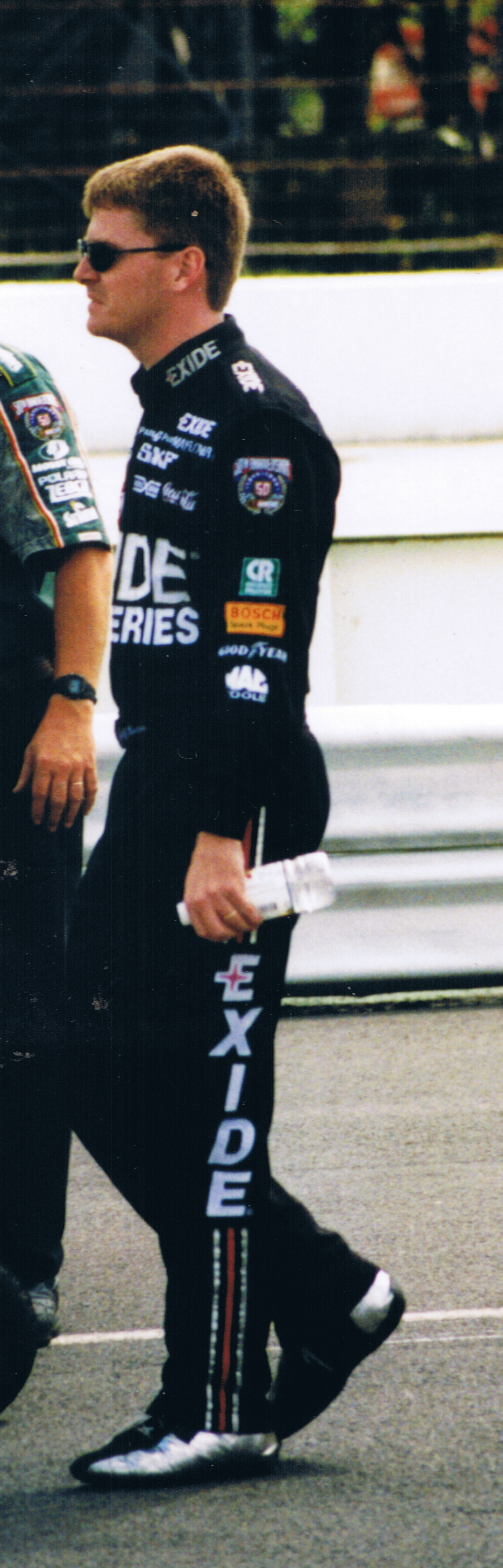
Jeff Burton terminou em 3º.

### Calendário completo
| Chassi    | Time                       | N. | Piloto                  | Chefe de equipe           |
| --------- | -------------------------- | -- | ----------------------- | ------------------------- |
| Chevrolet | Andy Petree Racing         | 33 | Joe Nemechek            | Danny Gill                |
| Chevrolet | Andy Petree Racing         | 55 | Kenny Wallace           | Jimmy Elledge             |
| Chevrolet | Dale Earnhardt, Inc.       | 1  | Steve Park              | Paul Andrews              |
| Chevrolet | Dale Earnhardt, Inc.       | 8  | Dale Earnhardt, Jr. (R) | Tony Eury                 |
| Chevrolet | Hendrick Motorsports       | 5  | Terry Labonte 32        | Gary DeHart               |
| Chevrolet | Hendrick Motorsports       | 5  | Todd Bodine 1           | Gary DeHart               |
| Chevrolet | Hendrick Motorsports       | 5  | Ron Hornaday, Jr. 1     | Gary DeHart               |
| Chevrolet | Hendrick Motorsports       | 24 | Jeff Gordon             | Robbie Loomis             |
| Chevrolet | Hendrick Motorsports       | 25 | Jerry Nadeau            | Tony Furr                 |
| Chevrolet | Joe Bessey Racing          | 60 | Geoffrey Bodine 16      | Jim Long                  |
| Chevrolet | Joe Bessey Racing          | 60 | Ted Musgrave 5          | Jim Long                  |
| Chevrolet | Joe Bessey Racing          | 60 | Dick Trickle 4          | Jim Long                  |
| Chevrolet | Joe Bessey Racing          | 60 | Rich Bickle 5           | Jim Long                  |
| Chevrolet | Joe Bessey Racing          | 60 | Joe Bessey 2            | Jim Long                  |
| Chevrolet | Joe Bessey Racing          | 60 | Hermie Sadler 2         | Jim Long                  |
| Chevrolet | Marcis Auto Racing         | 71 | Dave Marcis 30          | Bob Marcis                |
| Chevrolet | Marcis Auto Racing         | 71 | R. K. Smith 2           | Bob Marcis                |
| Chevrolet | Marcis Auto Racing         | 71 | Kerry Earnhardt 1       | Bob Marcis                |
| Chevrolet | Marcis Auto Racing         | 71 | Dick Trickle 1          | Bob Marcis                |
| Chevrolet | Morgan-McClure Motorsports | 4  | Bobby Hamilton          | David Ifft                |
| Chevrolet | Richard Childress Racing   | 3  | Dale Earnhardt          | Kevin Hamlin              |
| Chevrolet | Richard Childress Racing   | 31 | Mike Skinner            | Larry McReynolds          |
| Chevrolet | SABCO Racing               | 40 | Sterling Marlin         | Scott Eggleston           |
| Chevrolet | Mattei Motorsports         | 7  | Michael Waltrip         | Bobby Kennedy             |
| Ford      | Bill Elliott Racing        | 94 | Bill Elliott 32         | Mike Ford                 |
| Ford      | Bill Elliott Racing        | 94 | David Green 2           | Mike Ford                 |
| Ford      | Brett Bodine Racing        | 11 | Brett Bodine            | Mike Hillman              |
| Ford      | Donlavey Racing            | 90 | Ed Berrier 18           | Craig Huartson            |
| Ford      | Donlavey Racing            | 90 | Brian Simo 2            | Craig Huartson            |
| Ford      | Donlavey Racing            | 90 | Hut Stricklin 14        | Craig Huartson            |
| Ford      | Galaxy Motorsports         | 75 | Wally Dallenbach, Jr.   | Newt Moore                |
| Ford      | Haas-Carter Motorsports    | 26 | Jimmy Spencer           | Donnie Wingo              |
| Ford      | Haas-Carter Motorsports    | 66 | Darrell Waltrip         | Larry Carter              |
| Ford      | Jasper Motorsports         | 77 | Robert Pressley         | Ryan Pemberton            |
| Ford      | Melling Racing             | 9  | Stacy Compton 33 (R)    | Chad Knaus Jerry Pitts    |
| Ford      | Melling Racing             | 9  | Bobby Hillin, Jr. 1     | Chad Knaus Jerry Pitts    |
| Ford      | Penske-Kranefuss Racing    | 2  | Rusty Wallace           | Robin Pemberton           |
| Ford      | Penske-Kranefuss Racing    | 12 | Jeremy Mayfield 32      | Peter Sospenzo            |
| Ford      | Penske-Kranefuss Racing    | 12 | Kyle Petty 1            | Peter Sospenzo            |
| Ford      | Penske-Kranefuss Racing    | 12 | Tom Hubert 1            | Peter Sospenzo            |
| Ford      | PPI Motorsports            | 32 | Scott Pruett (R)        | Scott Houston             |
| Ford      | Robert Yates Racing        | 28 | Ricky Rudd              | Michael McSwain           |
| Ford      | Robert Yates Racing        | 88 | Dale Jarrett            | Todd Parrott              |
| Ford      | Roush Racing               | 6  | Mark Martin             | Jimmy Fennig              |
| Ford      | Roush Racing               | 16 | Kevin Lepage            | Pat Tryson                |
| Ford      | Roush Racing               | 17 | Matt Kenseth (R)        | Robbie Reiser             |
| Ford      | Roush Racing               | 97 | Chad Little 27          | Jeff Hammond              |
| Ford      | Roush Racing               | 97 | Kurt Busch 7            | Jeff Hammond              |
| Ford      | Roush Racing               | 99 | Jeff Burton             | Frank Stoddard            |
| Ford      | Wood Brothers Racing       | 21 | Elliott Sadler          | Eddie Wood                |
| Pontiac   | A. J. Foyt Racing          | 14 | Mike Bliss (R) 4        | Philippe Lopez            |
| Pontiac   | A. J. Foyt Racing          | 14 | Dick Trickle 2          | Philippe Lopez            |
| Pontiac   | A. J. Foyt Racing          | 14 | Rick Mast 28            | Philippe Lopez            |
| Pontiac   | Bill Davis Racing          | 22 | Ward Burton             | Tommy Baldwin Jr.         |
| Pontiac   | Bill Davis Racing          | 93 | Dave Blaney (R)         | Doug Randolph             |
| Pontiac   | Eel River Racing           | 27 | Jeff Fuller (R) 7       | Barry Dodson              |
| Pontiac   | Eel River Racing           | 27 | Mike Bliss (R) 27       | Barry Dodson              |
| Pontiac   | Joe Gibbs Racing           | 18 | Bobby Labonte           | Jimmy Makar               |
| Pontiac   | Joe Gibbs Racing           | 20 | Tony Stewart            | Greg Zipadelli            |
| Pontiac   | MB2 Motorsports            | 36 | Ken Schrader            | Sammy Johns               |
| Pontiac   | Petty Enterprises          | 43 | John Andretti           | Greg Steadman             |
| Pontiac   | Petty Enterprises          | 44 | Kyle Petty 21           | Bobby Leslie Chris Hussey |
| Pontiac   | Petty Enterprises          | 44 | Steve Grissom 13        | Bobby Leslie Chris Hussey |
| Pontiac   | Tyler Jet Motorsports      | 10 | Johnny Benson, Jr.      | James Ince                |

### Calendário incompleto
| Chassi    | Time                      | Nº | Piloto              | Chefe de equipe | Rodadas |
| --------- | ------------------------- | -- | ------------------- | --------------- | ------- |
| Chevrolet | Andy Petree Racing        | 35 | Geoffrey Bodine     |                 | 1       |
| Chevrolet | Bill Baird Motorsports    | 52 | Bill Baird          |                 | 2       |
| Chevrolet | Bobby Hamilton Racing     | 57 | Bobby Hamilton, Jr. |                 | 1       |
| Chevrolet | Coulter Racing            | 61 | Rich Bickle         |                 | 1       |
| Chevrolet | Coulter Racing            | 61 | Tim Sauter          | 1               |         |
| Chevrolet | Gerhart Racing            | 89 | Bobby Gerhart       |                 | 1       |
| Chevrolet | AC Motorsports            | 89 | Austin Cameron      | 1               |         |
| Chevrolet | Jim & Judie Motorsports   | 65 | Dan Pardus          |                 | 1       |
| Chevrolet | JKR Motorsports           | 34 | David Green         |                 | 1       |
| Chevrolet | Cicci-Welliver Racing     | 34 | Todd Bodine         | 1               |         |
| Chevrolet | Larry Hedrick Motorsports | 41 | Rick Mast           |                 | 6       |
| Chevrolet | Larry Hedrick Motorsports | 41 | Gary Bradberry      | 3               |         |
| Chevrolet | LJ Racing                 | 91 | Andy Hillenburg     |                 | 1       |
| Chevrolet | LJ Racing                 | 91 | Todd Bodine         | 3               |         |
| Chevrolet | LJ Racing                 | 91 | Larry Gunselman     | 1               |         |
| Chevrolet | LJ Racing                 | 91 | Blaise Alexander    | 2               |         |
| Chevrolet | Marcis Auto Racing        | 72 | Jim Sauter          | Bob Marcis      | 1       |
| Chevrolet | Marcis Auto Racing        | 72 | Dwayne Leik         | Bob Marcis      | 2       |
| Chevrolet | Midwest Transit Racing    | 50 | Ricky Craven        | Greg Connors    | 26      |
| Chevrolet | Norm Benning Racing       | 84 | Norm Benning        |                 | 3       |
| Chevrolet | Petty Enterprises         | 45 | Adam Petty          | Chris Hussey    | 1       |
| Chevrolet | Petty-Huggins Motorsports | 96 | Greg Sacks          |                 | 1       |
| Chevrolet | SABCO Racing              | 01 | Ted Musgrave        | Tony Glover     | 14      |
| Chevrolet | SABCO Racing              | 01 | P.J. Jones          | Tony Glover     | 1       |
| Chevrolet | SABCO Racing              | 01 | Bobby Hamilton, Jr. | Tony Glover     | 1       |
| Chevrolet | SABCO Racing              | 42 | Kenny Irwin, Jr.    | Tony Glover     | 17      |
| Ford      | Evernham Motorsports      | 19 | Casey Atwood        |                 | 3       |
| Ford      | Fenley-Moore Motorsports  | 15 | Derrike Cope        | Joey Knuckles   | 4       |
| Ford      | Fenley-Moore Motorsports  | 15 | Ted Musgrave        | Joey Knuckles   | 2       |
| Ford      | Haas-Carter Motorsports   | 46 | Todd Bodine         |                 | 1       |
| Ford      | Hover Motorsports         | 80 | Morgan Shepherd     |                 | 1       |
| Ford      | MacPherson Motorsports    | 98 | Jeff Fuller         | Vic Kangas      | 1       |
| Ford      | MacPherson Motorsports    | 98 | Geoffrey Bodine     | Vic Kangas      | 1       |
| Ford      | Mansion Motorsports       | 85 | Carl Long           |                 | 10      |
| Ford      | Mansion Motorsports       | 85 | Darrell Waltrip     | 1               |         |
| Ford      | Penske-Kranefuss Racing   | 02 | Ryan Newman         |                 | 1       |
| Ford      | PPI Motorsports           | 96 | Andy Houston        |                 | 5       |
| Ford      | Sadler Brothers Racing    | 95 | David Keith         |                 | 2       |
| Ford      | TriStar Motorsports       | 48 | Stanton Barrett     |                 | 1       |
| Ford      | Team Menard               | 13 | Robby Gordon        | Mark Tudor      | 23      |
| Ford      | Team Menard               | 13 | P. J. Jones         | Mark Tudor      | 1       |
| Pontiac   | A. J. Foyt Racing         | 41 | Larry Foyt          |                 | 1       |
| Pontiac   | Buckshot Racing           | 00 | Buckshot Jones      |                 | 1       |
| Pontiac   | Petty Enterprises         | 45 | Kyle Petty          | Chris Hussey    | 2       |

## Calendário
| N. | Data   | Corrida                              | Circuito                        | Vencedor           | Segundo         | Terceiro        |
| 1  | 20-feb | Daytona 500                          | Daytona International Speedway  | Dale Jarrett       | Jeff Burton     | Bill Elliott    |
| 2  | 27-feb | BIG KMart/Dura Lube 400              | Rockingham Speedway             | Bobby Labonte      | Dale Earnhardt  | Ward Burton     |
| 3  | 5-mrt  | CarsDirect.com 400                   | Las Vegas Motor Speedway        | Jeff Burton        | Tony Stewart    | Mark Martin     |
| 4  | 12-mrt | Cracker Barrel Old Country Store 500 | Atlanta Motor Speedway          | Dale Earnhardt     | Bobby Labonte   | Mark Martin     |
| 5  | 19-mrt | Mall.com 400                         | Darlington Raceway              | Ward Burton        | Dale Jarrett    | Dale Earnhardt  |
| 6  | 26-mrt | Food City 500                        | Bristol Motor Speedway          | Rusty Wallace      | Johnny Benson   | Ward Burton     |
| 7  | 2-apr  | DirecTV 500                          | Texas Motor Speedway            | Dale Earnhardt Jr. | Jeff Burton     | Bobby Labonte   |
| 8  | 9-apr  | Goody's Body Pain 500                | Martinsville Speedway           | Mark Martin        | Jeff Burton     | Michael Waltrip |
| 9  | 16-apr | DieHard 500                          | Talladega Superspeedway         | Jeff Gordon        | Mike Skinner    | Dale Earnhardt  |
| 10 | 30-apr | NAPA Auto Parts 500                  | California Speedway             | Jeremy Mayfield    | Bobby Labonte   | Matt Kenseth    |
| 11 | 6-mei  | Pontiac Excitement 400               | Richmond International Raceway  | Dale Earnhardt Jr. | Terry Labonte   | Dale Jarrett    |
| 12 | 28-mei | Coca-Cola 600                        | Charlotte Motor Speedway        | Matt Kenseth       | Bobby Labonte   | Dale Earnhardt  |
| 13 | 4-jun  | MBNA Platinum 400                    | Dover International Speedway    | Tony Stewart       | Matt Kenseth    | Bobby Labonte   |
| 14 | 11-jun | Kmart 400                            | Michigan International Speedway | Tony Stewart       | Dale Earnhardt  | Bobby Labonte   |
| 15 | 19-jun | Pocono 500                           | Pocono Raceway                  | Jeremy Mayfield    | Dale Jarrett    | Ricky Rudd      |
| 16 | 25-jun | Save Mart/Kragen 350                 | Infineon Raceway                | Jeff Gordon        | Sterling Marlin | Mark Martin     |
| 17 | 1-jul  | Pepsi 400                            | Daytona International Speedway  | Jeff Burton        | Dale Jarrett    | Rusty Wallace   |
| 18 | 9-jul  | Thatlook.com 300                     | New Hampshire Motor Speedway    | Tony Stewart       | Joe Nemechek    | Mark Martin     |
| 19 | 23-jul | Pennsylvania 500                     | Pocono Raceway                  | Rusty Wallace      | Jeff Burton     | Jeff Gordon     |
| 20 | 5-aug  | Brickyard 400                        | Indianapolis Motor Speedway     | Bobby Labonte      | Rusty Wallace   | Bill Elliott    |
| 21 | 13-aug | Global Crossing at the Glen          | Watkins Glen International      | Steve Park         | Mark Martin     | Jeff Burton     |
| 22 | 20-aug | Pepsi 400                            | Michigan International Speedway | Rusty Wallace      | Ricky Rudd      | Bobby Labonte   |
| 23 | 26-aug | Goracing.com 500                     | Bristol Motor Speedway          | Rusty Wallace      | Tony Stewart    | Mark Martin     |
| 24 | 3-sep  | Pepsi Southern 500                   | Darlington Raceway              | Bobby Labonte      | Jeff Burton     | Dale Earnhardt  |
| 25 | 9-sep  | Chevrolet Monte Carlo 400            | Richmond International Raceway  | Jeff Gordon        | Dale Earnhardt  | Mark Martin     |
| 26 | 17-sep | Dura Lube 300                        | New Hampshire Motor Speedway    | Jeff Burton        | Bobby Labonte   | Ricky Rudd      |
| 27 | 24-sep | MBNA.com 400                         | Dover International Speedway    | Tony Stewart       | Johnny Benson   | Ricky Rudd      |
| 28 | 1-okt  | NAPA Autocare 500                    | Martinsville Speedway           | Tony Stewart       | Dale Earnhardt  | Jeff Burton     |
| 29 | 8-okt  | UAW-GM Quality 500                   | Charlotte Motor Speedway        | Bobby Labonte      | Jeremy Mayfield | Ricky Rudd      |
| 30 | 15-okt | Winston 500                          | Talladega Superspeedway         | Dale Earnhardt     | Kenny Wallace   | Joe Nemechek    |
| 31 | 22-okt | Pop Secret Microwave Popcorn 400     | Rockingham Speedway             | Dale Jarrett       | Jeff Gordon     | Ricky Rudd      |
| 32 | 5-nov  | Checker Auto Parts / Dura Lube 500K  | Phoenix International Raceway   | Jeff Burton        | Jeremy Mayfield | Steve Park      |
| 33 | 12-nov | Pennzoil 400                         | Homestead-Miami Speedway        | Tony Stewart       | Jeremy Mayfield | Mark Martin     |
| 34 | 20-nov | NAPA 500                             | Atlanta Motor Speedway          | Jerry Nadeau       | Dale Earnhardt  | Ward Burton     |

## Classificação final - Top 10
| 1  | Bobby Labonte  | 5130 |
| 2  | Dale Earnhardt | 4865 |
| 3  | Jeff Burton    | 4841 |
| 4  | Dale Jarrett   | 4684 |
| 5  | Ricky Rudd     | 4575 |
| 6  | Tony Stewart   | 4570 |
| 7  | Rusty Wallace  | 4544 |
| 8  | Mark Martin    | 4410 |
| 9  | Jeff Gordon    | 4361 |
| 10 | Ward Burton    | 4152 |